# Hochfeind
Hochfeind – szczyt w grupie Radstädter Tauern, w Niskich Taurach. Leży w Austrii, w kraju związkowym Salzburg. Leży na zachód od najwyższego szczytu grupy – Weißeck.